# ويل كولبيرت
ويل كولبيرت هو لاعب هوكي جليد كندي، ولد في 6 فبراير 1985 في Arnprior ‏ في كندا.

## وصلات خارجية
- ويل كولبيرت على موقع دوري الهوكي الوطني (الإنجليزية)
- ويل كولبيرت على موقع EliteProspects.com (الإنجليزية)
- ويل كولبيرت على موقع HockeyDB.com (الإنجليزية)